# آن أوكلي
آن أوكلي (بالإنجليزية: Ann Oakley)‏ (1944)؛ كاتِبة، أستاذة جامعية وروائية بريطانية.